# Tupche
Tupche – gaun wikas samiti w środkowej części Nepalu w strefie Bagmati w dystrykcie Nuwakot. Według nepalskiego spisu powszechnego z 2001 roku liczył on 1162 gospodarstw domowych i 6264 mieszkańców (3188 kobiet i 3076 mężczyzn).